# Pet Peeve
Unter einem Pet Peeve ['pɛt piːv] (engl. etwa „Lieblings-Ärgernis“) versteht man im populären psychologischen Diskurs des englischsprachigen Raumes ein triviales Ärgernis, das ein bestimmter Mensch als besonders verdrießlich empfindet, während andere an derselben Kleinigkeit keinen oder nur geringen Anstoß nehmen würden.
Im wissenschaftlichen psychologischen Jargon spricht man eher von einer Idiosynkrasie.

## Begriffsgeschichte
Der Ausdruck, der auf das alte Adjektiv peevish (reizbar, verdrießlich) und auf das Wort pet (Haustier, Liebling, Hätschel-) zurückgeht, lässt sich im Englischen seit etwa 1919 nachweisen.

## Beschreibung
Wie die amerikanische Psychologin Robin M. Kowalski, eine Pionierin der wissenschaftlichen Erforschung des Sich-Beklagens, beobachtet hat, kreist ein Großteil des menschlichen Klagens um triviale, kleine Ärgernisse, die von dem Betroffenen mit großer Empfindlichkeit zur Kenntnis genommen werden. Die meisten anderen Menschen würden über denselben Anlass mehr oder weniger emotionslos hinwegsehen. Viele Pet Peeves beziehen sich auf Gewohnheiten eines Menschen, mit dem der Klagende eng zusammenlebt (z. B. „ich hasse es, wenn er ständig die Zahnpastatube offen lässt“); andere betreffen das Verhalten Fremder („Leute, die ihre Hunde auf den Gehweg kacken lassen und die Hinterlassenschaft dann nicht wegräumen“).